# O Palhaço
O Palhaço é um filme brasileiro de 2011, dirigido, co-escrito e estrelado por Selton Mello. É o segundo longa-metragem dirigido por Mello, após Feliz Natal, de 2008. A obra foi escolhida entre os quinze longas brasileiros para tentar uma vaga na categoria Melhor filme estrangeiro da 85º Edição do Óscar, maior prêmio do cinema mundial, entregue no dia 24 de fevereiro de 2013. Porém, não foi classificado entre os cinco que disputaram, perdendo para concorrentes da Áustria, Canadá, Chile, Dinamarca, Islândia, Noruega, Romênia e Suíça. Em 2015, foi eleito pela ABRACCINE como um dos 100 melhores filmes brasileiros de todos os tempos.

## Sinopse
O Palhaço conta a história de Benjamin (Selton Mello) e seu pai Valdemar (Paulo José), dois palhaços que trabalham num circo mambembe, de propriedade deles, durante os anos 70. Frustrado, Benjamin decide abandonar a vida artística e trabalhar numa empresa de uma cidade distante. Isso afeta a vida de todos, inclusive a dele.

## Elenco
- Selton Mello ... Benjamin / Palhaço Pangaré
- Paulo José ... Valdemar  / Palhaço Puro Sangue
- Larissa Manoela ... Guilhermina
- Danton Mello ... Aldo
- Giselle Motta... Lola
- Teuda Bara ... Dona Zaira
- Álamo Facó ... João Lorota
- Cadu Fávero ... Tony Lo Bianco
- Erom Cordeiro ... Robson Félix
- Hossen Minussi ... Chico Lorota
- Maira Chasseroux ... Lara Lane
- Thogun ... Gordini
- Michelle Martins ... Glória
- Bruna Chiaradia ... Justine
- Renato Macedo ... Borrachinha
- Tony ... Meio-Quilo (Tony Tonelada)
- Pritty Borges ... Ana
- Fabiana Karla ... Tonha
- Jorge Loredo ... Nei
- Jackson Antunes ... Juca Bigode
- Moacyr Franco ... Delegado Justo
- Tonico Pereira ... Beto e  Deto Papagaio
- Ferrugem ... Atendente da Prefeitura
- Maria Manoella ... Garçonete do bar do Tim
- Emílio Orciollo Netto ... O Homem da Bicicleta
- Martha Meola ... Nanci
- Phil Miler ... Prefeito Romualdo
- Cico Caseira ... Vendedor da loja
- Flávio Pardal ... Bombeiro Augusto
- Thiago Falango ... Patrick
- Yakara Piotto ... Joyce
- Seu Hudi ... Jurandir
- Hudson Rocha ... Prefeito Jocélio
- Alessandra Brantes ... Vanda
- Nilton Castro ... Dono do bar do Tim
- João Marcelo ... Prefeito Silas
- Fernando Reis ... Mulher do Prefeito Silas
- Farinha ... Homem humilde
- Raoni Seixas ... Garoto que flerta com Lola
- Alex Sander ... Assistente do delegado

## Produção
O diretor e ator Selton Mello disse que a ideia de O Palhaço surgiu a partir de uma crise existencial que viveu em 2009, quando estava insatisfeito como ator, e deu origem a uma trama sobre rito de passagem. Mello mostrou o roteiro, que foi escrito por ele e Marcelo Vindicatto, para os atores Wagner Moura e Rodrigo Santoro oferecendo-lhes o papel do Palhaço Pangaré, mas a agenda de ambos não permitiu que aceitassem o convite. Diante do impasse, Mello acabou optando por interpretar o protagonista e dirigir o filme ao mesmo tempo. O sorocabano Hudson Rocha, mais conhecido como Palhaço Kuxixo, foi contratado para preparar Selton e Paulo para os papéis, oferecendo dicas e truques de palhaço.
As filmagens de O Palhaço foram realizadas nos meses de março e abril de 2010, na cidade de Paulínia, São Paulo, e algumas cenas na cidade de Artur Nogueira, também de São Paulo e de Conceição do Ibitipoca, Minas Gerais. Mello afirmou em uma entrevista que o filme é "uma mistura de Oscarito, Didi Mocó e Bye Bye Brasil".

## Lançamento e público
O filme foi lançado em 28 de outubro de 2011, em duzentos cinemas em todo o Brasil.
O público do filme foi superior a 1,5 milhão, número maior do que o esperado pelos envolvidos no filme, segundo a produtora Vania Catani A arrecadação foi de R$ 13.544.617,00

### Prêmios e indicações
| Ano  | Prêmio                              | Categoria                       | Indicado                                  | Resultado |
| ---- | ----------------------------------- | ------------------------------- | ----------------------------------------- | --------- |
| 2011 | Festival de Cinema de Paulínia      | Melhor Ator Coadjuvante         | Moacyr Franco                             | Venceu    |
| 2011 | Festival de Cinema de Paulínia      | Melhor Figurino                 | Kika Lopes                                | Venceu    |
| 2011 | Festival de Cinema de Paulínia      | Melhor Direção                  | Selton Mello                              | Venceu    |
| 2011 | Festival de Cinema de Paulínia      | Melhor Roteiro                  | Selton Mello e Marcelo Vindicatto         | Venceu    |
| 2012 | Troféu APCA                         | Melhor Diretor                  | Selton Mello                              | Venceu    |
| 2012 | Prêmio ABC de Cinematografia        | Melhor Direção de Arte          | Cláudio Amaral Peixoto                    | Venceu    |
| 2012 | Prêmio ABC de Cinematografia        | Melhor Fotografia               | Adrian Teijido                            | Venceu    |
| 2012 | Prêmio ABC de Cinematografia        | Melhor Edição                   | Selton Mello e Marília Moraes             | Venceu    |
| 2012 | Prêmio ABC de Cinematografia        | Melhor Som                      | George Saldanha, Luiz Adelmo e Paulo Gama | Venceu    |
| 2012 | Grande Prêmio Brasileiro de Cinema  | Melhor Filme (Voto Popular)     | Selton Mello                              | Venceu    |
| 2012 | Grande Prêmio Brasileiro de Cinema  | Melhor Longa-Metragem de Ficção | Selton Mello                              | Venceu    |
| 2012 | Grande Prêmio Brasileiro de Cinema  | Melhor Ator                     | Selton Mello                              | Venceu    |
| 2012 | Grande Prêmio Brasileiro de Cinema  | Melhor Direção                  | Selton Mello                              | Venceu    |
| 2012 | Grande Prêmio Brasileiro de Cinema  | Melhor Atriz Coadjuvante        | Fabiana Karla                             | Indicado  |
| 2012 | Grande Prêmio Brasileiro de Cinema  | Melhor Ator Coadjuvante         | Paulo José                                | Venceu    |
| 2012 | Grande Prêmio Brasileiro de Cinema  | Melhor Direção de Fotografia    | Adrian Teijido                            | Venceu    |
| 2012 | Grande Prêmio Brasileiro de Cinema  | Melhor Direção de Arte          | Cláudio Amaral Peixoto                    | Venceu    |
| 2012 | Grande Prêmio Brasileiro de Cinema  | Melhor Figurino                 | Kika Lopes                                | Venceu    |
| 2012 | Grande Prêmio Brasileiro de Cinema  | Melhor Maquiagem                | Marlene Moura e Rubens Libório            | Venceu    |
| 2012 | Grande Prêmio Brasileiro de Cinema  | Melhor Roteiro Original         | Selton Mello e Marcelo Vindicatto         | Venceu    |
| 2012 | Grande Prêmio Brasileiro de Cinema  | Melhor Montagem de Ficção       | Selton Mello e Marília Moraes             | Venceu    |
| 2012 | Grande Prêmio Brasileiro de Cinema  | Melhor Som                      | George Saldanha, Luiz Adelmo e Paulo Gama | Indicado  |
| 2012 | Grande Prêmio Brasileiro de Cinema  | Melhor Trilha Sonora Original   | Plínio Profeta                            | Venceu    |
| 2012 | Prêmio Contigo Cinema               | Melhor Filme                    | Selton Mello                              | Venceu    |
| 2012 | Prêmio Contigo Cinema               | Melhor Ator                     | Selton Mello                              | Indicado  |
| 2012 | Prêmio Contigo Cinema               | Melhor Ator Coadjuvante         | Paulo José                                | Venceu    |
| 2012 | Prêmio Contigo Cinema               | Melhor Diretor                  | Selton Mello                              | Venceu    |
| 2012 | Tiburon International Film Festival | Melhor Fotografia               | Adrian Teijido                            | Venceu    |
| 2012 | Chicago International Festival      | Melhor Diretor Revelação        | Selton Mello                              | Indicado  |